# Jörg Becker (Politikwissenschaftler)

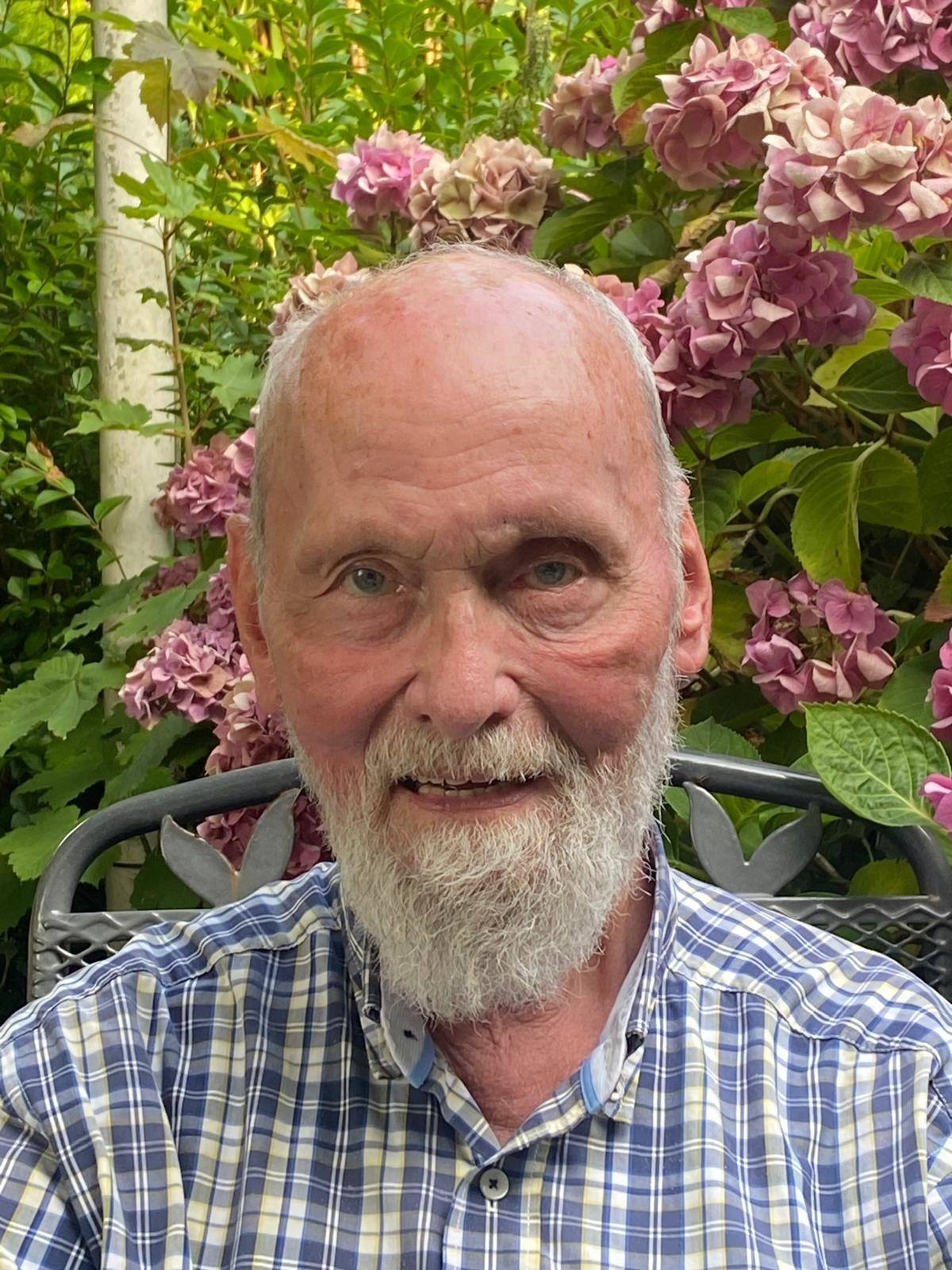
Jörg Becker, 2024

Jörg Becker (* 17. September 1946 in Bielefeld) ist ein deutscher Gesellschaftswissenschaftler und Kommunalpolitiker.

## Leben
Jörg Becker studierte von 1966 bis 1970 Politikwissenschaft, Germanistik und Pädagogik an den Universitäten Marburg, Tübingen und Bern. 1970 schloss er sein Studium mit dem Ersten Staatsexamen für das Lehramt an Gymnasien an der Universität Marburg ab. 1977 promovierte er zum Dr. phil. am Fachbereich Gesellschaftswissenschaft der Universität Marburg, wo er sich 1981 auch habilitierte. 1987 verlieh ihm der Fachbereich Gesellschaftswissenschaften und Philosophie der Universität Marburg den Titel Honorarprofessor und die Technische Hochschule Darmstadt den Titel Privatdozent. Von 1987 bis 1992 war Becker Heisenberg-Stipendiat der Deutschen Forschungsgemeinschaft (DFG). Von 1999 bis 2011 lehrte er als Gastprofessor am Institut für Politikwissenschaft der Universität Innsbruck.
Becker arbeitete von 1971 bis 1975 als wissenschaftlicher Mitarbeiter des Leibniz-Instituts Hessische Stiftung Friedens- und Konfliktforschung (HSFK) in Frankfurt am Main und von 1974 bis 1980 als wissenschaftlicher Berater der Frankfurter Buchmesse. Seit dieser Zeit arbeitet er als freiberuflicher Sozialwissenschaftler. Von 1987 bis 2010 stand er dem von ihm gegründeten Institut für Kommunikations- und Technologieforschung KomTech GmbH, zunächst in Frankfurt und dann in Solingen, als Hauptgesellschafter und wissenschaftlicher Direktor vor. Minderheitsgesellschafter war Arthur Fischer, Geschäftsführer des Frankfurter Marktforschungsinstituts Psydata GmbH.
Becker ist mit Ursula Becker, pensionierte Lehrerin am Gymnasium Vogelsang Solingen, verheiratet, hat drei Kinder und drei Enkel. Er lebt in Solingen im Bergischen Land. Als parteiloser Vertreter der Partei Die Linke war Becker von 2014 bis 2020 Mitglied im Rat der Stadt Solingen als deren Fraktionsvorsitzender und als Vorsitzender des städtischen Kulturausschusses.

## Schaffen
Beckers Hauptaugenmerk galt lange Zeit der internationalen Medienpolitik, besonders im Hinblick auf Lateinamerika, Afrika und Asien. Stand in seinen Arbeiten über Kinder- und Jugendbücher zunächst das Bild der Dritten Welt in deutschen Medien im Vordergrund, wandte er sich schon bald strukturellen Fragen einer Neuen Internationalen Informationsordnung (NIIO) zu. Für das Gemeinschaftswerk der Evangelischen Publizistik (GEP) in Frankfurt, die Evangelische Akademie Arnoldshain, die Friedrich-Ebert-Stiftung (FES) in Bonn und die Deutsche Gesellschaft für Technische Zusammenarbeit (GTZ) in Eschborn veranstaltete Becker in den achtziger Jahren dazu zahlreiche internationale Konferenzen und betreute viele Projekte. In den neunziger Jahren wandte er sich in Kooperation mit der Gesellschaft für Mathematik und Datenverarbeitung (GMD) in St. Augustin der Medien- und Technologiepolitik im Allgemeinen und besonders in Osteuropa zu. Seit der Jahrtausendwende konzentriert er sich auf die beiden Themenfelder Medien und Krieg & Medien und Migration. Seit 1976 ist er Mitglied der International Association for Media and Communication Research (IAMCR). Zusammen mit seiner Kollegin Robin Mansell von der London School of Economics veröffentlichte er 2023 die Geschichte dieser internationalen Forschungsgesellschaft mit ihren weltweit knapp 3.000 Mitgliedern. Seit einer 2020 erschienen Biographie über den Remscheider Spanienkämpfer Gustav Flohr arbeitet Becker schwerpunktmäßig über Bergische Geschichte und die NS-Zeit.
Beckers umfangreiches wissenschaftliches und journalistisches Werk liegt komplett im Stadtarchiv Solingen.

### Allgemein
In Nachfolge der Kritischen Theorie von Theodor W. Adorno und Max Horkheimer versteht sich Becker als Gesellschaftstheoretiker, der die politische Funktion von Kommunikation und Medien für die Gesellschaft untersucht und nicht als Kommunikations- und Medienwissenschaftler. Vom demokratietheoretischen Potential der Medien als Vierter Gewalt und einer staats- und kommerzfernen kritischen Öffentlichkeit ausgehend, stehen Fragen der politischen Ökonomie der Medien, der Medienmanipulation, des Machtmissbrauchs und der ideologischen Rolle von Medien im Mittelpunkt seines wissenschaftlichen Erkenntnisinteresses. In seinen Arbeiten über außereuropäische Kulturen vertritt Becker weder die Position eines philosophischen Universalismus noch die eines Kulturrelativismus, sondern die vermittelnde Position eines relativen Kulturrelativismus.
Unter dem Titel „Widerworte“ veröffentlichten die Professoren Frank Deppe, Wolfgang Meixner und Günther Pallaver 2011 eine Festschrift für Jörg Becker anlässlich seines 65. Geburtstages.
Beckers im April 2013 erschienene Biographie über Elisabeth Noelle-Neumann polarisierte die Öffentlichkeit und wurde ausgesprochen kontrovers diskutiert. Nach juristischen Konflikten mit der Familie von Elisabeth Noelle-Neumann wurde das Buch bereits im August 2013 vom Markt genommen. Überlagert wurde die öffentliche Kontroverse über die NS-Vergangenheit von Elisabeth Noelle-Neumann durch eine Diskussion über den Filmschauspieler Horst Tappert, dessen Vergangenheit als Mitglied der Waffen-SS Becker in diesem Buch zum ersten Mal aufgedeckt hatte.
Neben seiner Tätigkeit als Sozialwissenschaftler arbeitet Becker als Journalist. Er veröffentlicht seine Beiträge in epd-entwicklungspolitik, Frankfurter Rundschau, Neues Deutschland, Junge Welt, Frankfurter Allgemeine Zeitung, Solinger Morgenpost, Le Monde Diplomatique, Basler Magazin, Die Presse, Bergische Blätter und in der Solinger Quartierszeitung NordstadtSeiten.

### Lehre
Becker arbeitete in verschiedenen Funktionen an folgende Universitäten: Marburg, Gießen, Essen, Münster, Darmstadt, Frankfurt, Salzburg, Innsbruck, Bozen, Roskilde, American University of Beirut und Hong Kong Baptist University. In den neunziger Jahren hatte Becker sowohl an der TU Wien als auch an der Universität Bremen eine Gastprofessur für Angewandte Informatik inne. Während seiner Tätigkeit an der Universität Innsbruck leitete er jeweils 14-tägige politikwissenschaftliche Exkursionen in folgende Länder: 2005 Libanon, 2007 Georgien, 2008 Mali, 2009 Usbekistan, 2010 Myanmar und 2011 Nordkorea.

### Gewerkschaft
Becker ist seit 1972 gewerkschaftlich aktiv. In Solingen war er von 2005 bis 2010 ehrenamtlicher Vorsitzender des Stadtverbands des Deutschen Gewerkschaftsbunds (DGB), dem er auch heute noch als Mitglied angehört. Von 2006 bis 2018 war er außerdem Mitglied im Präsidium und im Vorstand des Ver.di-Bezirks Rhein-Wupper. Zu seinen kommunalpolitischen Aufgaben gehörte u. a. die Organisation einer politischen Vortragsreihe des DGB. Prominente Redner in dieser Reihe waren in den letzten Jahren unter anderem Friedhelm Hengsbach, Werner Rügemer, Ueli Mäder, Rudolf Dreßler, Sahra Wagenknecht und Ivo Gönner.

## Werke (Auswahl)
- - Alltäglicher     Rassismus. Afro-amerikanische Rassenkonflikte im Kinder- und Jugendbuch     der Bundesrepublik, Frankfurt: Campus Verlag 1977. 2. Auflage 1992.
  - Free     Flow of Information? Informationen zur Neuen Internationalen     Informationsordnung, Frankfurt: Gemeinschaftswerk der Evangelischen     Publizistik 1979.
  - Afrikanische     Literatur in der entwicklungspolitischen Bildungsarbeit, München:     Weltforum Verlag 1981.
  - Informationstechnologie     in der Dritten Welt. Eine kritische Analyse theoretischer und empirischer     Studien, Frankfurt: Flach Verlag 1984.
  - Communication and Domination.     Essays to Honor Herbert I. Schiller, Norwood NJ: Ablex 1986.
  - Papiertechnologie     und Dritte Welt. Ökonomische Rahmenbedingungen und technische Alternativen     für die Produktion von Kulturpapier, Braunschweig und Wiesbaden: Vieweg     Verlag 1986.
  - Telefonieren,     Marburg: Jonas Verlag 1989.
  - Europe speaks to Europe.     International Information Flows between Eastern and Western Europe. With     a preface by Willy Brandt, Oxford: Pergamon Press 1989.
  - Datenbanken     und Macht. Konfliktfelder und Handlungsräume, Opladen: Westdeutscher     Verlag 1992.
  - Türkische     Medienkultur in Deutschland. 3 Bde., Loccum: Evangelische Akademie Loccum     2000–2003.
  - Information     und Gesellschaft, Wien: Wissenschaftlicher Verlag Springer 2002.
  - mit Mira Beham: Operation     Balkan. Werbung für Krieg und Tod, Baden-Baden: Nomos Verlag 2006; 2.     Auflage mit einem Vorwort von Norman     Paech 2008, ISBN     978-3-8329-3591-7.
  - Die     Digitalisierung von Medien und Kultur. Vorwort von Lothar     Bisky, Wiesbaden: Springer VS 2013, ISBN     978-3-658-00728-7.
  - Elisabeth Noelle-Neumann: Demoskopin     zwischen NS-Ideologie und Konservatismus, Paderborn: Schöningh 2013, ISBN     978-3-506-77614-3.
  - Medien     im Krieg – Krieg in den Medien, Wiesbaden: Springer VS 2015, ISBN     978-3-658-07476-0. 2. erw. Auflage 2024. ISBN 978-3-658-43291-1.
  - Gustav     Flohr. Noch ein Partisan. Ein Remscheider Kommunist, Klempner,     Spanienkämpfer und Bürgermeister, Bonn: Dietz 2020. ISBN 978-3-8012-0546-1.
  - Alfred     Rosenbach. Ich, ein Sinto aus Remscheid. Aus dem Leben eines     Prasapaskurom, Bonn: Dietz 2021. ISBN 978-3-8012-0590-4.
  - Many Voices, One Forum:     Reflections on the International Association for Media and Communication Research,     Cham/Schweiz: Palgrave MacMillan 2023. ISBN 978-3-031-16382-1.
  - Die     Geschichte der Firma P. D. Rasspe Söhne Solingen, Remscheid: Bergischer     Verlag 2024. ISBN 978-3-96847-054-2.